# ليوناردو أسيفيدو
ليوناردو أسيفيدو (بالإسبانية: Leonardo Acevedo)‏ هو لاعب كرة قدم كولومبي، ولد في 18 أبريل 1996 في ميديلين في كولومبيا. لعب مع أتلتيكو ناسيونال.

## وصلات خارجية
- ليوناردو أسيفيدو على موقع قاعدة بيانات كرة القدم.إي يو (الإنجليزية)
- ليوناردو أسيفيدو على موقع Soccerway.com (الإنجليزية)